# Vernon Subutex
Vernon Subutex es una trilogía publicada por Virginie Despentes entre 2015 y 2017, y es también el nombre del personaje epónimo principal. 

## Sinopsis
Vernon Subutex es un vendedor de discos que tiene que cerrar la tienda. Se dirige a sus amigos, con quienes conoció la gran época del rock, para que le acojan durante unos días.

## Lista de las novelas
- Vernon Subutex, 1, Grasset, enero 2015
- Vernon Subutex, 2, Grasset, junio 2015
- Vernon Subutex, 3, Grasset, mayo 2017

## Personajes
Personajes principales:
- Vernon Subutex: antiguo vendedor de discos propietario de la tienda Revolver.
- Alex Bleach: cantante famoso y amigo de Vernon Subutex con quien en una época formó parte del mismo grupo.

Personajes que acojen sucesivamente a Vernon:
- Émilie forma parte del grupo Chevaucher le dragon junto con Vernon.
- Xavier Fardin, guionista, marido de Marie-Ange. Antiguo cliente de la tienda de Vernon.
- Sylvie, antigua profesora de Alex Bleach.
- Lydia Bazooka, periodista que está escribiendo la biografía de Alex Bleach.
- Gaëlle, antigua clienta de Vernon.
- Patrice, hombre violento que ha formado parte de los Nazi whores con Vernon.

## Adaptaciones

### Televisión
- 2019: Vernon Subutex, serie de televisión producida por Canal + en 2019, con Romain Duris en el papel principal.

### Cómic
- 2020: Vernon Subutex t.1, adaptación por Renald Luzier, Albin Michel.

- Datos: Q55600140